# Niki Ashton
Pour les articles homonymes, voir Ashton.
Niki Christina Ashton, née le 9 septembre 1982 à Thompson, est une femme politique canadienne, membre du Nouveau Parti démocratique et députée de la circonscription de Churchill—Keewatinook Aski (Manitoba) à la Chambre des communes du Canada de 2008 à 2025.

## Biographie
Niki Ashton fréquente l'école Riverside et l'école secondaire R.D. Parker Collegiate. Elle a par la suite étudié au Li Po Chun United World College à Hong Kong. Elle détient un baccalauréat ès arts en économie politique globale de l'université du Manitoba et une maîtrise en affaires internationales de l'université Carleton.
Ashton parle l'anglais, le français, le grec et l'espagnol et a étudié le mandarin, le russe, l'ukrainien, le turc et le cri. Elle est la fille du ministre manitobain Steve Ashton. Elle s'est mariée à l'été 2011. 

### Carrière politique
En 2005, elle ravit la nomination du NPD dans la circonscription de Churchill, défaisant la députée néo-démocrate en fonction, Bev Desjarlais, qui avait été retrogradée par la direction du NPD à cause de sa position contre le mariage entre conjoints du même sexe, à l'encontre de la position du parti. Par la suite, Desjarlais quitte le parti, siège comme députée indépendante et se présente comme candidate indépendante à l'élection générale de 2006. Lors de cette élection, Ashton soutient notamment le financement fédéral pour l'University College of the North et l'importance d'un accord avec le gouvernement pour le développement du nord du pays.
Lors de cette élection générale du 23 janvier 2006, malgré un endossement syndical pour Ashton, le vote du NPD se divise entre Ashton et Desjarlais et la circonscription passe à la candidate du Parti libéral, Tina Keeper. 
Lors de l'élection générale du 14 octobre 2008, le vote néo-démocrate se reconsolide et Ashton remporte la circonscription pour le NPD.
Niki Ashton est porte-parole parlementaire de son parti en matières de Développement communautaire, de Développement rural et de Jeunesse, du 17 novembre 2008 au 25 mai 2011, et porte-parole en matières d'Alphabétisation et d'Éducation post secondaire, du 13 février 2009 au 25 mars 2011.
Elle est réélue députée à l'élection générale du 2 mai 2011. Elle est la présidente du comité permanent de la condition féminine de la Chambre des Communes dès le 2 juin 2011.
En 2011, Niki Ashton reçoit l'appui du cinéaste militant américain Michael Moore dans sa lutte contre la fermeture de l'usine de la compagnie minière Vale à Thompson en dépit des conditions d'un prêt de 1 milliard de dollars octroyé par le gouvernement du Canada. 
En 2011, Niki Ashton est candidate au poste de chef du NPD à l'élection à la direction du Nouveau Parti démocratique de 2012. Elle en fait l'annonce à Montréal le 7 novembre 2011. Elle est éliminée lors du premier tour de vote puis demeure neutre par rapport aux candidats restants.
Elle est porte-parole du NPD pour la Condition féminine du 19 avril 2012 au 22 janvier 2015, puis porte-parole en matière d'Affaires indiennes et du Nord canadien et en matière d'Affaires autochtones depuis le 23 janvier 2015.
Elle est réélue députée lors de l'élection générale du 19 octobre 2015.
En 2017, Niki Ashton se lance à la course à la chefferie du NPD à la suite du départ de Thomas Mulcair. Elle s'incline devant Jagmeet Singh et termine troisième, à 17,4%
Le 1er janvier 2021, en pleine troisième vague de la pandémie de COVID-19, sa décision de se rendre en Grèce « pour voir un membre de sa famille très malade » est questionnée par les médias, puisqu'elle a préféré ne pas respecter les recommandations sanitaires des gouvernements du Canada et du Manitoba.